# Bazilika Povýšení svatého Kříže (Kežmarok)
Bazilika Povýšení svatého Kříže v Kežmarku je římskokatolická bazilika minor.
Dnešní podoba chrámu pochází z přestavby v letech 1444-1498.
Nejvzácnější součástí kostela je obraz ukřižovaného Krista na hlavním oltáři.
Na Basilicu minor byl kostel povýšen 29. července 1998. Jde o první baziliku na Slovensku, která není mariánská.

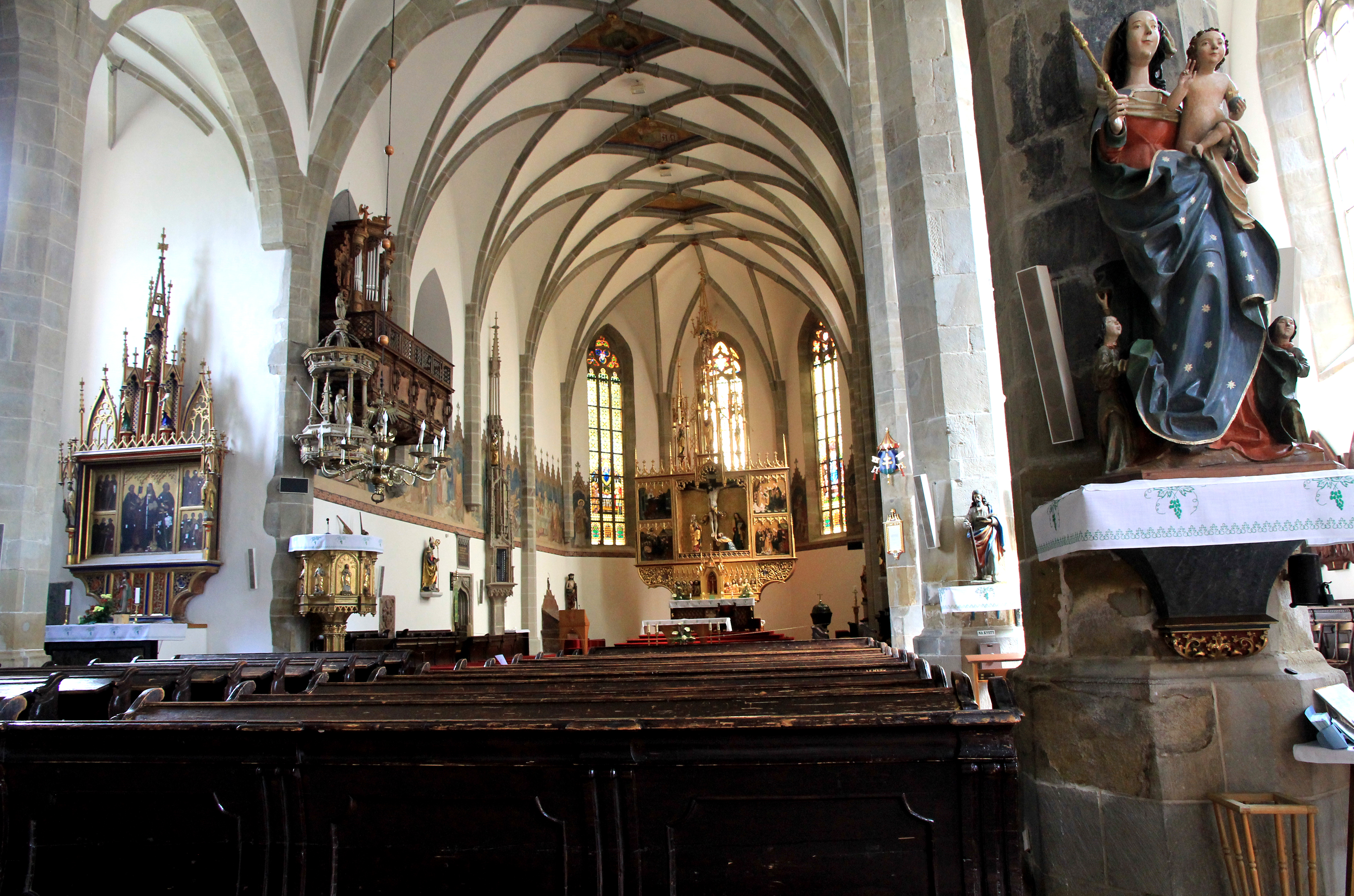
Interiér baziliky